# Jefim Golyscheff
Jefim (Jef) Golyscheff (Cherson, 20 settembre 1897 – Parigi, 25 settembre 1970) è stato un pittore, compositore e musicista ucraino.
Tra i principali pittori dada: fu uno dei firmatari del Manifesto di Berlino ed insegnò alla Bauhaus su invito di Walter Gropius; perseguitato dai nazisti dovette fuggire all'estero. Fu anche musicista e compositore: i suoi lavori dodecafonici furono molto apprezzati da Schönberg.

## Biografia
Jef Golyscheff nasce il 20 settembre 1897 a Cherson (Kherson) in Ucraina, allora provincia dell'impero russo. A cinque anni comincia a studiare violino con un solista dell'Orchestra Sinfonica di Odessa; a otto, sempre ad Odessa, comincia a studiare pittura nella Scuola di Belle Arti, con Sokoloff e Pferfekon.
Nel 1909 Golyscheff lascia l'Ucraina per Berlino  dove prosegue i suoi studi di teoria musicale e di composizione; studia violino con Leopold Auer e frequenta le lezioni di composizione e di teoria musicale di Ferruccio Busoni che incoraggia le sue ricerche. Suo padre è amico di Vasilij Kandinskij. Tre anni dopo intraprende un giro del mondo di un anno sulla nave di linea Cleveland, nel corso del quale afferma di aver assistito alla cerimonia dell'incoronazione, a Nuova Delhi, alla guerra di Tripoli ed alla rivolta cinese a Canton.
Nel 1914 Golyscheff compone un trio ed un quartetto d'archi di concezione dodecafonica seriale apprezzato da Arnold Schönberg. Quattro anni dopo, applicando alla pittura le stesse tecniche che ha esplorato in musica, realizza dei quadri geometrici astratti. Paradossalmente, Jefim Golyscheff non sente nessuna affinità con i dadaisti, tuttavia si unisce al "Novemberguppe" di Berlino. A Berlino il "Novemberguppe" di cui fanno parte, oltre a Jef Golyscheff, i pittori espressionisti tedeschi Karl Schmidt-Rottluff ed Emil Nolde pubblica un manifesto che chiede la chiusura delle accademie e la totale libertà di disegno nelle arti plastiche. Nello stesso anno Jef Golyscheff dipinge l'acquarello "L P'erioum".
Il 28 aprile 1919, si tiene la prima esposizione Dada a Berlino. Jef Golyscheff si unisce al movimento Dada e partecipa alle manifestazioni; presenta un'opera plastica con giocattoli infantili e un collage denso composto da ritagli di giornali. Raoul Hausmann ricorda: "Portò delle cose che non si erano mai viste prima: scatole di conserva, flaconcini, pezzi di spago, peluches, ciocche di capelli; un incredibile spettacolo ottico; prima di questa non c'era mai stata una tale rappresentazione". Golyscheff accetta di partecipare alla serata Dada del 30 aprile, su invito di Raoul Hausmann e di Richard Huelsenbeck; fa eseguire la sua "Antisymphonie" da una ragazza vestita di bianco che suona delle raganelle e batte su coperchi di pentole, mentre lui stesso suona il piano: "Vi suoniamo "Antisymphonie" in tre parti: a) l'ingiunzione provocante, b) la cavità boccale caotica, c) il super Fa pieghevole";  nella stessa serata, Jefim Golyscheff presenta un'opera plastica fatta di giocattoli, da svariati detriti e da un collage composto da ritagli di giornale.
Nel 1920, Jef Golyscheff espone a Berlino una cinquantina di acquerelli che, in seguito, saranno sequestrati dai nazisti, mostrati all'esposizione dell'"arte degenerata" e poi distrutti. Benché abbia firmato il manifesto «Cosa vuole Dada e cosa vuole in Germania?», Golyscheff si allontana dal movimento fin dal 1922; lascia il movimento Dada e si avvicina a Walter Gropius fondatore del Bauhaus. Continua a dipingere e compone musica per il cinema.
Alla vigilia di un'ampia retrospettiva delle sue opere realizzate dopo il 1918, nel 1933 circa duecento quadri di Jef Golyscheff sono sequestrati e poi distrutti dai nazisti. Solo due quadri su duecento, tra cui "L P'erioum" del 1918, sfuggono alla distruzione. L'artista lascia immediatamente la Germania e si stabilisce a Barcellona.
Nel 1938 Jef Golyscheff deve fuggire da Barcellona bombardata dell'esercito di Franco, lasciando tutti i quadri realizzati in Spagna. Si rifugia in Francia dove viene internato nei campi di Argelès e di Gurs.
Nel dopoguerra, si stabilisce a San Paolo del Brasile (1957). Realizza dei quadri che Raoul Hausmann definirà "alchemici". Ritorna in Europa nel 1966. 
Espone alla galleria Schwarz di Milano nel maggio del 1970. Muore a Parigi il 25 settembre 1970.
Dal 22 maggio al 22 giugno 1975, al Museo d'Arte Moderna dell'Università di San Paolo del Brasile, si è tenuta una sua mostra retrospettiva. Una sua opera è presente presso l'Israel Museum di Gerusalemme.